# Grafenhausen
Grafenhausen là một xã ở huyện Waldshut trong bang Baden-Württemberg thuộc nước Đức.